# Головков, Андрей Сергеевич
Головков Андрей Сергеевич (род. 13 января 1997, Строитель, Белгородская область )- член сборной России по пулевой стрельбе из винтовки , чемпион Европы среди юниоров , чемпион России( 2024). Мастер спорта России международного класса. Выступает за ЦСКА.

## Спортивные достижения
- Чемпионат России 2025 года —
- Чемпионат России 2024 года —
- Чемпионат Мира ( юниоры, команды) 2017 года , г. Зуль ( Германия)-
- Чемпионат Европы  2017 года, г. Марибор (Словения)-
- Чемпионат Европы 2017 года, г. Баку (Азербайджан)-